# Sân bay quốc tế Jackson-Evers
Sân bay quốc tế Jackson-Evers (mã sân bay IATA: JAN, mã sân bay ICAO: KJAN, mã sân bay FAA LID: JAN) là một thuộc sở hữu thành phố, sử dụng công sân bay nằm ở Jackson, tiểu bang Mississippi, 9 km về phía đông của các trung tâm kinh doanh Jackson, qua sông Pearl..
Sân bay này phục vụ hàng không thương mại, tư nhân, và quân sự. Nó được đặt tên theo Evers Medgar, sân bay được quản lý bởi Cơ quan sân bay thành phố Jackson (JMAA), mà cũng giám sát hoạt động hàng không tại sân bay Hawkins (HKS) ở phía tây bắc Jackson.
Tính đến tháng 3 năm 2011, sân bay quốc tế Jackson-Evers được xếp hạng là sân bay tốt thứ 8 trong một cuộc khảo sát người tiêu dùng trên toàn thế giới được tiến hành bởi sân bay Hội đồng Quốc tế. Đây là sân bay duy nhất tại Hoa Kỳ được xếp hạng trong top ten.

## Hãng hàng không và tuyến bay
| Hãng hàng không                                          | Các điểm đến                                      | Concourse |
| -------------------------------------------------------- | ------------------------------------------------- | --------- |
| American Eagle                                           | Dallas/Fort Worth                                 | East      |
| Continental Connection operated by Colgan Air            | Houston-Intercontinental                          | East      |
| Continental Express operated by ExpressJet Airlines      | Houston-Intercontinental                          | East      |
| Delta Air Lines                                          | Atlanta                                           | West      |
| Delta Connection operated by Atlantic Southeast Airlines | Atlanta, Memphis, Washington-National             | West      |
| Southwest Airlines                                       | Baltimore, Chicago-Midway, Houston-Hobby, Orlando | East      |
| US Airways Express operated by PSA Airlines              | Charlotte                                         | West      |